# RAG Aktiengesellschaft
Die RAG Aktiengesellschaft (ehemals Ruhrkohle AG) ist ein deutsches Unternehmen mit Sitz in Essen, das traditionell im Bereich des Steinkohlenbergbaus tätig war, in den 2000 und 2010er Jahren durch Zukäufe auch eine breite Chemiesparte dazugewonnen hatte und darüber hinaus im Kraftwerksbau und Immobilienbereich tätig war. Am 14. September 2006 wurde der so genannte „weiße Bereich“, d. h. die Nicht-Steinkohlesparten Chemie, Energie und Immobilien, in die RAG Beteiligungs AG ausgegliedert, die am 12. September 2007 in Evonik Industries AG umbenannt wurde. Die RAG bestand nach Abschluss der Umorganisation als Holding der Unternehmensteile RAG Montan Immobilien und RAG Mining Solutions (Geschäftstätigkeit eingestellt) fort. Die RAG Aktiengesellschaft und Evonik Industries gingen Ende 2007 in den Besitz der RAG-Stiftung über. 2017 zog das Unternehmen vollständig von Herne nach Essen, auf das Gelände der ehemaligen Zeche Zollverein, dieser Neubau kostete den Konzern 25 Millionen Euro.

## Geschichte
Das Unternehmen wurde am 27. November 1968 als Konsolidierungsunternehmen der deutschen Steinkohleförderung gegründet. In ihr gingen die Bergbau-Anteile von 25 Unternehmen auf, darunter die der Hibernia AG, Gelsenkirchener Bergwerks-AG, Mannesmann, Hoesch AG, Ewald-Kohle, Fried. Krupp Hüttenwerke, Rheinstahl Bergbau, Hüttenwerk Oberhausen AG und Harpener Bergbau AG. Diese waren zugleich die Hauptaktionäre der Ruhrkohle AG. Durch Hibernia, Ewald-Kohle und andere unter maßgeblichem Einfluss der öffentlichen Hand stehende Unternehmen war der Staat mit über 27 % beteiligt. Die Ruhrkohle AG umfasste zu diesem Zeitpunkt 80 % der bundesdeutschen Steinkohlenbergwerke. 1969 wurde mit dem Hüttenvertrag zwischen der Ruhrkohle AG und den deutschen Hüttenbetrieben die Geschäftsgrundlage des Unternehmens sichergestellt. Die gaswirtschaftlichen Anteile der beteiligten Montan- und Stahlunternehmen wurden in die Bergemann KG eingebracht, die als Hauptaktionär der Ruhrgas AG vorgesehen war.
1972 beschäftigte das Unternehmen 168.400 Mitarbeiter und erwirtschaftete einen Jahresumsatz von 7,2 Milliarden DM.
1975 wurde mit dem Kohlepfennig eine direkte Subventionierung der deutschen Steinkohleförderung durch einen Aufschlag auf den Strompreis eingeführt. Diese Subvention wurde 1994 für verfassungswidrig erklärt. In verschiedenen Abkommen wurden die Subventionierung des Unternehmens und der Abbau von Förderkapazitäten für den Zeitraum bis 2012 mit der Bundesregierung ausgehandelt.
1998 übernahm das Unternehmen die Saarbergwerke und 1999 die Preussag Anthrazit GmbH. Dadurch wurde die Ruhrkohle-Tochtergesellschaft DSK AG Eigentümerin sämtlicher noch fördernder deutscher Steinkohlezechen. Der Konzern betrieb in diesem Zusammenhang auch eine Reihe von Werksbahnen und Bergehalden.
Das Unternehmen wandelte sich danach – unter anderem durch Übernahme der Degussa und der STEAG – zu einem weltweit tätigen diversifizierten Montan-, Energie- und Chemiekonzern.
Nach der Übernahme der Degussa und der STEAG änderte die Ruhrkohle AG ihren Namen in RAG Aktiengesellschaft.
Am 14. September 2006 wurden die Geschäftsfelder Chemie, Energie und Immobilien der RAG in Form der RAG Beteiligungs-AG ausgegliedert und am 12. September 2007 in Evonik Industries AG umbenannt, da der alte Name RAG zum einen zu sehr mit Kohle und Bergbau verbunden war und man zum anderen internationale Investoren nicht verschrecken wollte, da „rag“ im Englischen „Lumpen“ heißt.

## Steinkohlestiftung
Zur Abdeckung der Folgekosten des Bergbaus wurde im Sommer 2007 die RAG-Stiftung gegründet. Gründungsvorsitzender war der ehemalige BP-Manager Wilhelm Bonse-Geuking. In der Zeit vom 1. Dezember 2012 bis 24. Mai 2018 war Werner Müller Vorstandsvorsitzender der RAG-Stiftung. Seit 24. Mai 2018 leitet Bernd Tönjes die Stiftung.

## Tochterunternehmen

### RAG Montan Immobilien
Die RAG Montan Immobilien GmbH, ehemals Montan-Grundstücksgesellschaft mbH (MGG) mit Sitz in Essen ist ein Unternehmen im Verbund der RAG Aktiengesellschaft, das die Flächen und Immobilien des Konzerns verwaltet, saniert, entwickelt und vermarktet. Die Montan-Grundstücksgesellschaft mbH (MGG) wurde 1977 gegründet. Bis Ende der 1980er Jahre konzentrierte sich das Unternehmen auf die überregionale Grundstücksentwicklung und -verwertung ehemaliger Bergbauflächen an Saar und Ruhr und auf die Privatisierung der alten Bergarbeitersiedlungen. Seit den 90er Jahren liegt der Schwerpunkt auf der Flächen- und Projektentwicklung. So wurden teilweise in Public Private Partnership nach erfolgter Sanierung auf ehemaligen Bergwerksarealen Service- und Gewerbeparks wie Minister Stein in Dortmund oder in Gladbeck-Brauck sowie Gründer- und Technologiezentren wie Eurotec in Moers oder das Gründerzentrum Prosper in Bottrop realisiert. Als beispielhaft gilt die Entwicklung der 50 Hektar großen Fläche Zeche Ewald in Herten, der ehemals größten Bergarbeiterstadt Europas. Am 1. Januar 2021 wurde das Geschäftsfeld Stoffstrommanagement von der RAG Verkauf GmbH übernommen.

### RAG Mining Solutions
Die im Mai 2009 gegründete RAG Mining Solutions GmbH (kurz RMS) bot deutsche Bergbautechnik und -dienstleistungen weltweit an. Am 31. Dezember 2020 stellte RAG Mining Solutions die Geschäftstätigkeit ein.

## Beteiligungen

### Vivawest
Die RAG ist über das Tochterunternehmen RAG Finanz-GmbH & Co. KG mit 18,2 % am Wohnungsunternehmen Vivawest beteiligt.

## Ehemalige Tochterunternehmen

### Degussa, Steag und RAG Immobilien
Die drei ehemaligen Tochterunternehmen des „weißen Bereichs“ Degussa, Steag und RAG Immobilien AG (heute: Vivawest) wurden am 14. September 2006 in die RAG Beteiligungs-AG ausgegliedert, die seit dem 12. September 2007 unter dem Namen Evonik Industries AG firmiert.

### Ruhrkohle Countertrade
Die Ruhrkohle Countertrade war Ende der 1990er Jahre kurzzeitig aktiv. Ziel der Geschäftstätigkeit war, durch Kompensationshandel mit Fleisch- und Milchprodukten sowie Produkten des täglichen Bedarfes neue Geschäftsbeziehungen anzubahnen. Es blieb bei dem Versuch.

### RAG Informatik
Die RAG Informatik wurde 2005 von der SBS gekauft. Siemens übernahm damit die IT-Services für externe Kunden der RAG Aktiengesellschaft.

### RAG Bildung
Die RAG BILDUNG GmbH, eine 100%ige Tochter der RAG Aktiengesellschaft, war ein Unternehmen im Bereich der beruflichen Aus- und Weiterbildung mit Sitz in Essen. Am 1. Juni 2010 wurde das Unternehmen von der TÜV NORD AG übernommen und in TÜV NORD Bildung GmbH und Co. KG umbenannt. In den Bildungszentren wird das gesamte Spektrum der beruflichen Aus- und Weiterbildung vermittelt.

### RAG Bahn und Hafen
Die ehemaligen Zechenbahn- und Hafenbetriebe Ruhr-Mitte (ZuH) wurden 1993 in RAG Bahn und Hafen (BuH) umbenannt und 2005 an Railion Deutschland (heute DB Cargo) verkauft, heute wird das Unternehmen unter RBH Logistics betrieben und ist im Schienengüterverkehr, Hafenumschlag und Binnenschifffahrt tätig.

### RAG Ruhranalytik
Die RAG Ruhranalytik GmbH war ein unabhängiges akkreditiertes Prüflabotorium in Herne, dessen Arbeitsschwerpunkte auf dem Gebiet der festen Brennstoffe lag. Am 31. Mai 2017 wurde die RAG Ruhranalytik GmbH mit der übernehmenden RAG Beteiligungs-GmbH verschmolzen.

### RAG Deutsche Steinkohle
Das Unternehmen RAG Deutsche Steinkohle mit Sitz in Essen ist die Bergbausparte der RAG. In ihr waren alle in Deutschland aktiven Steinkohlenbergwerke (2018 noch: Prosper-Haniel und Ibbenbüren) gebündelt.  Sie wurde im April 2019 mit der RAG AG verschmolzen.

### RAG Konzernrevision
Die RAG Konzernrevision GmbH nimmt alle Aufgaben einer internen Revision wahr und übernimmt im Auftrag der Unternehmensleitung eine wichtige Kontrollfunktion. Im Rahmen ihrer Tätigkeit überprüft sie auch die Einhaltung von Compliance. Wurde im Mai 2019 mit der RAG AG verschmolzen.

### RAG Anthrazit Ibbenbüren
Die RAG Anthrazit Ibbenbüren GmbH betrieb das Steinkohlebergwerk in Ibbenbüren im Tecklenburger Land. Sie wurde 1999 durch die RAG Deutsche Steinkohle AG von der Preussag übernommen. Es wurde im August 2018 geschlossen. Am 1. Januar 2021 wurde die RAG Anthrazit Ibbenbüren GmbH auf die RAG Aktiengesellschaft verschmolzen.

### RAG Verkauf
Die RAG Verkauf GmbH vermarktete die Kohleprodukte der RAG-eigenen Bergwerke, darüber hinaus vermarktete sie einen Teil des Bergematerials, das mit der Kohlenproduktion anfällt, und war im prosperierenden Markt des Stoffstrommanagements zur ressourcenschonenden Aufbereitung und Wiederverwendung unterschiedlicher Materialien tätig. Mit dem Ende des deutschen Steinkohlenbergbaus Ende 2018 entfiel auch die Geschäftsgrundlage für die RAG Verkauf GmbH. Am 31. Dezember 2020 stellte RAG Verkauf die Geschäftstätigkeit ein. Das Geschäftsfeld Stoffstrommanagement übernahm zum 1. Januar 2021 die RAG Montan Immobilien GmbH. Am 10. Juni 2021 wurde die RAG Verkauf GmbH auf die RAG AG verschmolzen.

### Weitere Unternehmen und Beteiligungen
Bis 2001 gehörte die RAG AG im Stimmenpool der Bergemann KG zu den maßgeblichen Eigentümern der hochprofitablen Ruhrgas AG und war ab 1995 bis 1999 mit Gerhard Neipp im Aufsichtsrat der Ruhrgas vertreten. Die kartellrechtlich umstrittene Übernahme der Ruhrgas AG durch den E.ON-Konzern leitete die vom ehemaligen VEBA-Manager und Wirtschaftsminister Werner Müller verfolgte Neuordnung der deutschen Energiewirtschaft ein, die schließlich auch zur Umfirmierung der RAG Holding in Evonik und zur Gründung der RAG-Stiftung führte.
Im Rahmen der Neuorganisation des Konzerns (Trennung von schwarzem und weißem Bereich und die Konzentration auf die Geschäftsfelder Chemie, Energie und Immobilien) wurden in den letzten Jahren viele Beteiligungen aufgegeben und Tochtergesellschaften mit einem Gesamtumsatz von über 4 Mrd. Euro verkauft oder in die Eigenständigkeit entlassen.

## Vorstand
- [17] Michael Kalthoff, Vorstandsvorsitzender und Arbeitsdirektor
- Joachim Löchte, Vorstand Technik

## Aufsichtsrat
Anteilseignervertreter
- Bernd Tönjes (Vorsitzender), Vorsitzender des Vorstandes der RAG-Stiftung[19]
- Bärbel Bergerhoff-Wodopia, Mitglied des Vorstandes der RAG-Stiftung
- Frank Dudda, Oberbürgermeister der Stadt Herne
- Tobias Frick, Leiter Beteiligungsmanagement RAG der RAG-Stiftung
- Joachim Gorgs, Wirtschaftsprüfer in eigener Praxis
- Georg Rase, Direktor Sparkasse Saarbrücken
- Jürgen-Johann Rupp, 2. Stellv. Vorsitzender, Mitglied des Vorstandes der RAG-Stiftung
- Ralf Sikorski, Gewerkschaftssekretär der IG Bergbau, Chemie, Energie

Arbeitnehmervertreter
- Michael Vassiliadis, 1. stellv. Vorsitzender, Vorsitzender der IG Bergbau, Chemie und Energie
- Susanne Hardies, Vorsitzende des Konzernbetriebsrates der RAG Aktiengesellschaft
- Christoph Piechotka, Stellv. Vorsitzender des Konzernbetriebsrates der RAG Aktiengesellschaft
- Jan Ratajczak, Mitglied des Betriebsrates der RAG Aktiengesellschaft